# Goro
Goro là một đô thị ở tỉnh Ferrara, vùng Emilia-Romagna của Italia, nằm ở vị trí cách khoảng 80 km về phía đông bắc của Bologna và khoảng 50 km về phía đông của Ferrara. Tại thời điểm ngày 31 tháng 12 năm 2004, đô thị này có dân số là 4.058 người và diện tích là 31.4 km².
Goro giáp các đô thị: Ariano nel Polesine, Codigoro, Mesola.